# Wej-suo
Wej-suo (čínsky pchin-jinem wèisuǒ, znaky zjednodušené 卫所, tradiční 衛所) byl systém organizace vojenské moci v mingské Číně. Základní organizační složkou mingské armády byly pluky (wej) o 5600 mužích složené z 5 praporů (čchien-chu suo), každý z 10 stočlenných rot (po-chu suo). Jádrem uspořádání byly příděly půdy vojákům, ze kterých se tím stali dědiční vojenští rolníci, kteří živili své kolegy ve službě a v každé generaci byli povinni dodat jednoho muže z rodiny k vojenské službě.

## Výchozí podmínky
Zpočátku zakladatel mingské říše Ču Jüan-čang rozhojňoval svá vojska o jednotky poražených soupeřů. Poražené oddíly byly zařazovány do armády pod svými původními veliteli. Ti se spoléhali především na své příbuzné a oddané stoupence. Důsledkem sestavování jednotek z částí loajálních k jejich bezprostředním nadřízeným byly potíže vysokých velitelů při zjišťování, kolik vlastně mají mužů a jaké jsou vazby uvnitř podřízených jednotek.
Absorpce armády státu Chan (po jeho porážce v letech 1363–1364), početnější než Čuova vlastní vojska, vyvolala nutnost zdokonalení vojenské organizace. Reorganizace roku 1364 zavedla systém wej-suo, který přinesl stabilizaci a regulérnost do výstavby ozbrojených sil. První návrh pocházel z roku 1363 od Čang Čchanga, bývalého jüanského ministra daní. Ču a jeho poradci se při jeho koncipování inspirovali jüanskou praxí, ale také systémem fu-ping existujícím v 6. – 8. století ve státech Západní Wej, Suej a Tchang.

## Popis
Byly zavedeny pluky (wej) o 5600 mužích v 5 praporech po 1120 vojácích. Prapor (čchien-chu suo) měl 10 rot po 110 mužích. Suo (čchien-chu suo) byl samostatný oddíl 1128 vojáků dislokovaný ve strategických bodech provincie. Pozice velitelů se oficiálně staly dědičnými což, stejně jako desítkové dělení, byla juanská praktika.
Velitelství posádek, pluků a praporů byla obsazena dědičnými důstojníky, kteří se střídali na rotačním principu. Hlavní vojenské komise v provinciích a centru byly obsazovány jmenováním císařem, stejně tak velení polních armád (jeho důstojníci si současně zachovávali dědičné posádkové posty). Registry a seznamy vojáků kontrolovalo pět hlavních vojenských velitelství (wu ťün tu-tu fu), právo mobilizovat vojska měli civilní úředníci na ministerstvu války. Mobilizované jednotky poté byly postaveny pod velení ad hoc jmenovaného štábu.
Po reorganizaci roku 1364 70 % vojáků jednotky dostali přiděleno hospodářství, zbytek plnil vojenské povinnosti. Vznikly ekonomicky soběstačné vojenské kolonie (tchun-tchien). Každý voják měl zřejmě garantováno 15 mu (0,9 ha) půdy k vlastní výživě; posléze dostávali 50 mu půdy s nářadím a hospodářskými zvířaty. Vojáci s rodinami (军户, ťün-chu, v protikladu k rodinám civilistů – 民戶, min-chu) byli zapsáni ve zvláštních registrech. Stali se z nich dědiční vojenští rolníci, přičemž každá rodina měla povinnost dodat v každé generaci jednoho člena k aktivní službě. Do roku 1365 bylo území na středním toku Jang-c’-ťiang, zničené válkou, osídleno vojenskými koloniemi. Během 25 let vojenští rolníci produkovali 300 000 tun zrna ročně, dost k uživení miliónové armády.
Kombinace dědičných vojáků i důstojníků a rolníků pod vojenskou správou byla neobvyklou novotou v čínské společnosti. Za Chanů a Tchangů existovaly v pohraničí vojenské kolonie vojáků obdělávajících půdu, za dynastií Liao, Ťin a Jüan výnosy farem využívaly nečínští vojáci a jednotky, ale mingský systém byl odlišný, i když převzal prvky toho i onoho. Fungoval relativně efektivně do 30. let 15. století.

## Pozdější vývoj
Po roce 1368 byla armáda pravděpodobně větší než bylo třeba, ale vláda se obávala následků rozsáhlé demobilizace. V 70. létech se  systém wej-suo stabilizoval, armáda byla díky systému vojenských rolníků soběstačná; politicky její vliv klesal. Zpočátku byla silná, po roce 1390 šest desetiletí úspěšně bránila mongolským nájezdům. V 15. století postupem doby kvalita výcviku upadala, když velitelé používali vojáky jako levnou pracovní sílu, nebo jim za poplatek výcvik odpustili, nebo jim přikázali obdělávat svá (důstojnická) pole.
Koncem 14. století existovalo v provinciích 329 wej a 65 suo, v 15. století jejich počet vzrostl na 547 a 2593. Reálná bojová síla armády ale klesla. Například začátkem 16. století 78 pluků v pekingské oblasti mělo mít 380 000 vojáků, fakticky měly 50–60 000 mužů, z toho pouze 10 000 bojeschopných. Obecně počátkem 16. století měly jednotky v provinciích asi 20 % teoretického stavu, pohraniční zhruba 50 %. Při případné mobilizaci důstojníci najímali horníky či solné dělníky nebo žoldnéře, ze stejných sociálních vrstev se rekrutovali bandité. Vláda na pokles bojeschopnosti svých vojsk reagovala mimo jiné spoléháním na obranná opevnění, především Velkou zeď. Její systematické opravy začaly roku 1472, když se ekonomika zvedla z dlouhé ekonomické deprese poloviny 15. století.
Navzdory faktickému celkovému poklesu počtů vojáků počet důstojníků rostl. Koncem 14. století bylo v metropolitní oblasti 2700 důstojníků, v polovině 15. století už 30 000, kteří, kromě výplat v rýži, měli nárok ještě na 480 000 liangů stříbra. V kontrastu se stavem ve 14. století, vojenské výdaje značně zatěžovaly státní finance. Výdaje na pohraniční vojska prudce rostly, poté co byl začátkem 16. století postupně opuštěn systém, kdy obchodníci dodávali obilí výměnou za solné certifikáty; obilí poté vláda nakupovala na trhu. Náklady na pohraniční jednotky vzrostly z 50 000 liangů k roku 1500 na 2 800 000 liangů k roku 1573 a 3 600 000 liangů roku 1586. Vojenské výdaje rostly také s najímáním žoldnéřů náhradou za dědičné vojáky.